# Kaapse Klopse

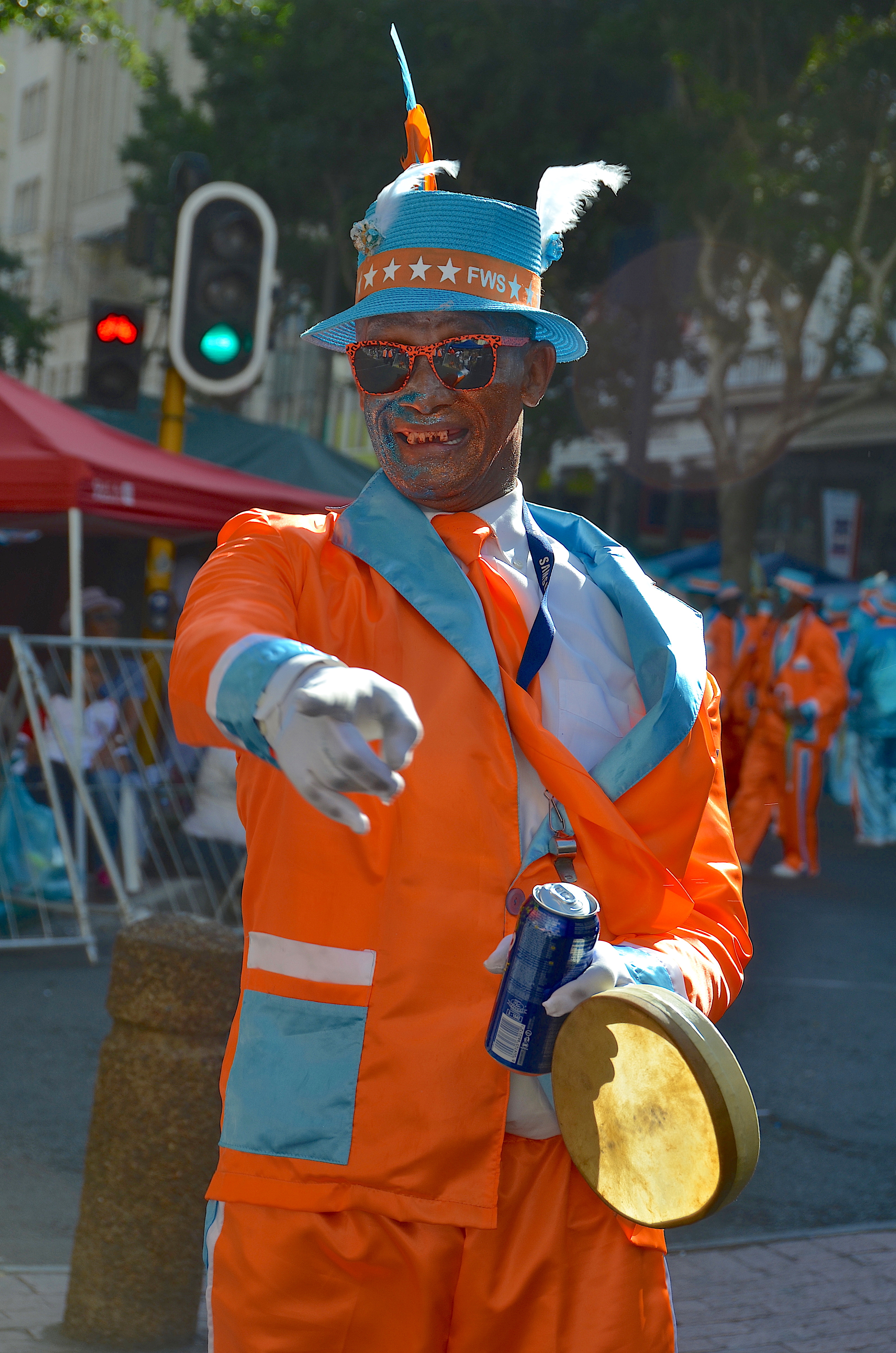
Ménestrel du Cap pendant le carnaval de 2017.

Le Kaapse Klopse (ou simplement Klopse), anciennement connu sous le nom de Coon Carnival (« Carnaval noir ») et officiellement appelé Cape Town Minstrel Carnival (« Carnaval des ménestrels du Cap »), est un festival de ménestrels aux couleurs du Cap qui a lieu chaque année le 2 janvier au Cap, en Afrique du Sud. Il est également appelé Tweede Nuwe jaar (« deuxième Nouvel An »). Pas moins de 13 000 ménestrels descendent dans les rues vêtus de couleurs vives, portant des parapluies colorés ou jouant d'un éventail d'instruments de musique. Les ménestrels s'organisent en klopse (« clubs » en Kaapse Afrikaans, que l'on pourrait traduire par « troupes » en français). La coutume s'est conservée depuis le milieu du XIXe siècle.
La population locale considère le festival comme un rite de renouveau façonné par l'histoire du Cap. Les événements associés à Klopse pendant la saison des fêtes comprennent des concours pour les chorales de Noël, les chorales malais du Cap et les chorales de ménestrels du Cap. Le festival était connu sous le nom de « Carnaval noir », mais les autorités locales l'ont depuis renommé « Carnaval des ménestrels du Cap » car le terme coon est considéré comme une insulte ethnique.

## Histoire

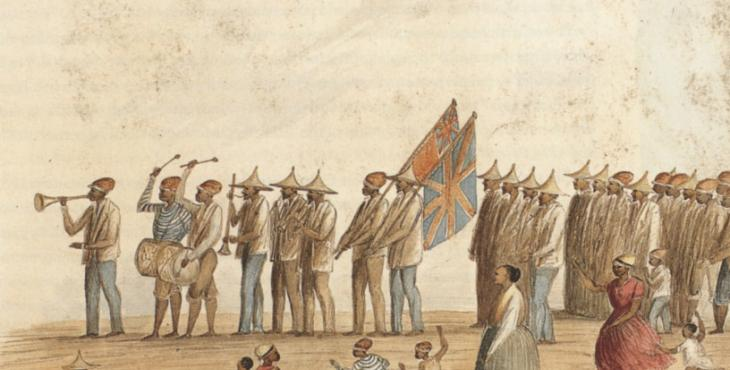
Procession du Cap à l'occasion de l'anniversaire de l'émancipation des esclaves.

La veille du 30 décembre, la population locale se rassemble dans le Bo-Kaap (quartier malais de Signal Hill) pour attendre le Tweede Nuwe Jaar (2 janvier) avec les chants des chœurs malais et des tambours ghoema inaugurant l'aube d'une nouvelle année. Au XIXe siècle, le Nouvel An était célébré par les Néerlandais et était considéré comme la plus grande fête annuelle. Les esclaves avaient un jour de congé le 2 janvier et étaient autorisés à le célébrer à leur manière. L'esclavage est officiellement aboli au Cap le 1er décembre 1834. Le Tweede Nuwe Jaar est devenu une célébration qui a uni la « culture créole » au Cap. On estime que la première troupe de carnaval a été organisée en 1887. Pendant les années de l'apartheid, les ménestrels du Cap ont chanté des chansons comme Dis'n nuwe jaar (« c'est une nouvelle année »), et de nombreuses chansons locales, qui étaient plus fidèles à la province du Cap et au milieu local.
La tradition moderne des ménestrels du Cap a été influencée par la visite au Cap des ménestrels américains. Les anciens ménestrels du Cap, tels que « Les Éthiopiens », avaient leur propre collection de chansons néerlandaises et américaines. Ces ménestrels défilaient dans les rues du Cap et faisaient la sérénade aux habitants avec leurs chansons. Une gravure de Heinrich Egersdorfer en 1884 dépeint ces marches régulières par le chapitre local de l'Armée du salut, qui comprenait de nombreux habitants, aurait pu contribuer au style de marche que le Klopse affiche aujourd'hui. En 1862, les ménestrels de Christy, alors de renommée internationale, visitèrent le Cap depuis les États-Unis et, en 1890, les Virginia Jubilee Singers d'Orpheus McAdoo se produisirent au Cap. Les ménestrels de Christy étaient des femmes et hommes blancs qui avaient noirci leur visage avec du liège brûlé pour se faire passer pour les esclaves afro-américains. Entre juillet 1890 et juin 1898, ils ont organisé de nombreux spectacles de ménestrels au Cap et on pense que cela a contribué à la naissance des ménestrels du Cap et du Kaapse Klopse. L'influence des visiteurs sur le Kaapse Klopse inclut la tradition de peindre leurs visages en noir et de blanchir leurs yeux pour ressembler à des « ratons laveurs ».
Dans les années 1900, les célébrations ont eu lieu à divers endroits. En 1907, Green Point Cricket Club a organisé le premier carnaval officiel et l'a déplacé sur la piste de Green Point, qui est devenue plus tard une tradition. Les événements se sont poursuivis en 1908 et 1909, mais ont été interrompus par la suite jusqu'au 26 janvier 1920, lorsque le chef de l'Organisation du peuple africain, Abdullah Abdurahman, a rétabli le « Grand Carnaval de la piste de Green Point ». En 1921, le Cape Town Cricket Club a organisé un carnaval rival à Newlands et ce fut le début de compétitions de ménestrels dans divers lieux et par divers conseils d'organisation. Les carnavals du Nouvel An des années 1920 et 1930 ont réuni des ménestrels, des soldats, des fanfares, des chorales et des chorales malaises.

### Apartheid
La loi Group Areas Act de 1966 déclare le District 6 comme une zone réservée aux Blancs, ce qui entraîne l'expulsion d'environ 60 000 résidents et leur déplacement vers des parties des Cape Flats, telles que Manenberg et Mitchells Plain. La mise en œuvre de la loi sur les zones de groupe a entraîné la perte par les communautés de leur sentiment d'appartenance aux communautés dans lesquelles elles ont grandi en raison des éloignements forcés. Les représentations de ménestrels se sont propagées à travers la péninsule du Cap dans diverses régions. En 1967, le Carnaval a été interdit de séjour au stade de Green Point. En 1968, il n'y avait pas de ménestrels défilant dans le CBD du Cap. Le transport pour assister aux répétitions est devenu un obstacle et une dépense supplémentaires pour les différents groupes de ménestrels en compétition.
Au cours des années 1970, les lois sur la circulation et la « loi sur les rassemblements illégaux » ont été utilisées pour imposer des obstacles supplémentaires aux organisateurs du festival des ménestrels. À partir de 1971, le stade Athlone est utilisé pour les spectateurs « non blancs ». En 1977, toutes les marches des ménestrels sont interdites dans toutes les parties du Cap et, par conséquent, les gens perdent tout intérêt à regarder le défilé. L'événement est déplacé entre différents stades afin de le maintenir actif jusqu'en 1989, date à laquelle l'événement revient sur son parcours d'origine : du District 6 au stade Green Point.

### Période contemporaine

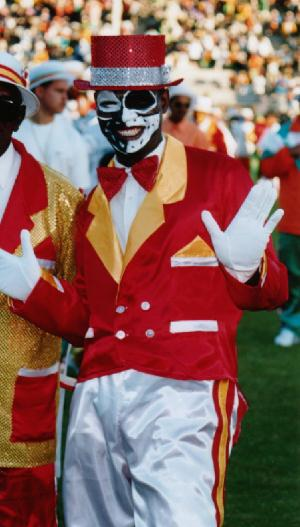
Ménestrel se pavanant au Green Point Stadium en 2001.

Le soir du Nouvel An, les chorales malaises du Cap, ou « nagtroepe », défilent dans la ville du Cap. Par la suite, les ménestrels défilent dans la ville et au moment du Tweede Nuwe Jaar, le 2 janvier, les troupes et les chœurs se rendent au stade Green Point. Aujourd'hui, la compétition commence l'après-midi du 1er janvier et se poursuit le 2 janvier et les deux samedis suivants.
Les catégories qui sont jugées dans le cadre des compétitions comprennent :
- Grand March Past – défilé de style quasi-militaire ;
- Exposition March Past – affichage de la fantaisie et de la chorégraphie précise ;
- Best Dress - plus bel uniforme ;
- Best Board - emblème le plus imaginatif et le plus fin ;
- Adult and Juvenile Drum Major - jugé sur la qualité de la danse ;
- English and Afrikaans Combined Chorus and Group Singing - chansons interprétées par les chœurs de la troupe, en partie en harmonie ;
- English and Afrikaans moppies - chansons comiques chantées par un soliste et le chœur ;
- Juvenile and Adult Sentimentals - chansons d'amour interprétées par un soliste ;
- Best Band - choix de la meilleure fanfare qui accompagne sa troupe sur la route et dans les compétitions ;
- Coon Song - air américain ou un standard de jazz chanté par un soliste ;
- The Special Item - toute forme de performance, 20–30 minutes, choisies par la troupe.

Le concours est jugé par un panel d'arbitres indépendants et chaque groupe obtient des scores dans chacune des catégories. Les gagnants du concours 2013 peuvent être consultés sur la Cape Town Minstrels Carnival Association.
Si de nombreuses troupes sont désormais soutenues par des entreprises, beaucoup refusent et restent attachées à la tradition. Le carnaval de 2005 a failli être annulé en raison d'un prétendu manque de financement, tandis que le carnaval de 2006 a été officiellement annulé pour la même raison. Cependant, les organisations de la troupe ont décidé par la suite de poursuivre le défilé malgré le mécontentement persistant concernant le financement, et les festivités ont été ouvertes par le premier ministre du Cap-Occidental, Ebrahim Rasool, le 2 janvier 2006.

## Tweede Nuwe Jaar
Tweede Nuwe Jaar (« deuxième Nouvel An ») est un jour unique au Cap et découle de pratiques associées à l'esclavage, et son histoire est liée au Kaapse Klopse. Au milieu du XIXe siècle, les esclaves du Cap bénéficiaient d'un jour de congé le 2 janvier de chaque année. Au cours de cette célébration alternative du Nouvel An, les esclaves se déguisaient en ménestrels et dansaient en rythme au son des banjos, des guitares, des tambours ghoema, des sifflets, des trombones et des tubas. Tweede Nuwe Jaar est une célébration de la survie d'une communauté. Elle illustre la continuité entre son passé, son présent et son futur. Le musicien emblématique aujourd'hui décédé, Taliep Petersen, aurait dit à propos des célébrations de Tweede Nuwe Jaar, Dis onse dag (« c'est notre jour »). C'est un jour où la communauté ouvrière locale qui a survécu à l'esclavage, à la ségrégation et à l'apartheid célèbre son existence et sa persévérance[réf. nécessaire].

## Organisation de la troupe

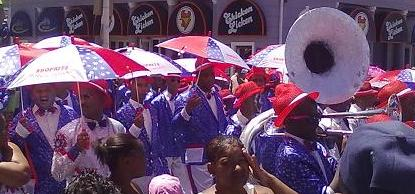
Troupe sur la rue Darling pendant le festival de janvier 2011.

En 1880–1890, des fanfares et des groupes de célébration liés en tant que sociétés avec des clubs sportifs avec des emblèmes et des vêtements distinctifs ont défilé dans la ville et la banlieue le soir du Nouvel An. Ces sociétés ont préparé des costumes spéciaux pour le Nouvel An et ceux-ci sont devenus une partie cruciale de l'événement. Plus de 60 troupes de ménestrels, dont certaines comptant un millier de membres, ont participé à ces marches. Les troupes de ménestrels sont très compétitives et les préparatifs de la parade, les costumes et les spectacles sont gardés secrets jusqu'à la grande révélation du jour J.
Ils se disputent des trophées tels que le « Prix du champion des champions ». Ce prix a été remporté par les Pennsylvaniens pendant 10 années de suite. Les troupes de ménestrels donnent un sentiment de fierté et de communauté aux membres du groupe. Le tambour « ghoema » est le fil conducteur qui unit toute la musique du carnaval. Jusqu'au milieu des années 1900, les compétitions étaient organisées par des promoteurs individuels. Des panneaux sont apparus et ont disparu - « Cape Peninsula Coon Carnival Board », « Western Province Jubilee Carnival Board » (Jimmy WG Allen), « Cape Western Coon Carnival Board » (dirigé par Sonny Loyd). La majorité des troupes sont représentées par l'Association Kaapse Klopse Karnaval qui est l'une des associations dissidentes de l'Association Kaapse Karnaval (« Cap Carnival »). Aujourd'hui, la Cape Town Minstrels Carnival Association supervise l'organisation du carnaval des ménestrels.

## Évolution de la musique

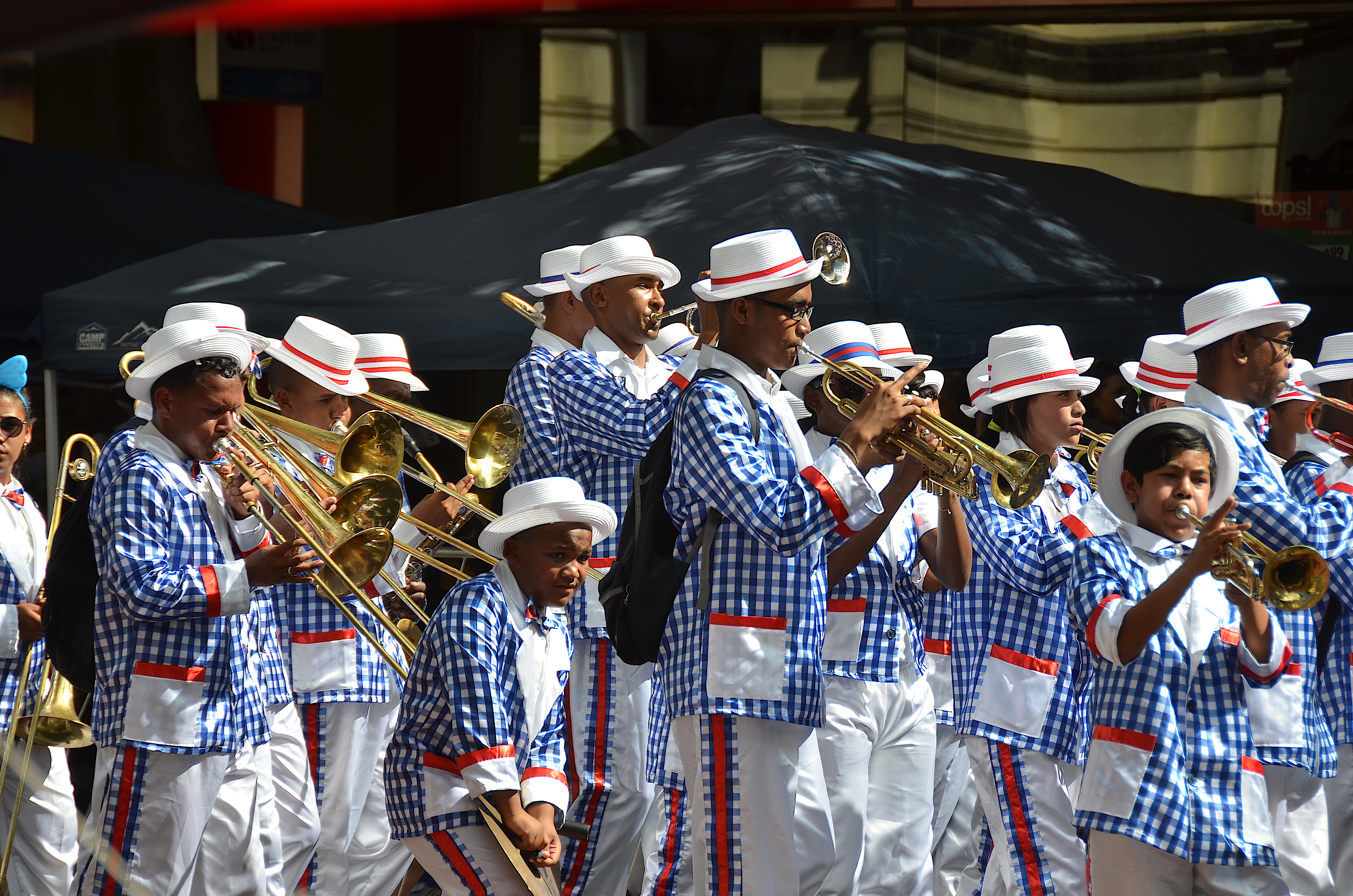
Troupe de ménestrels défilant au Cap (2017).

La musique associée à l'histoire des ménestrels et à Tweede Nuwe Jaar a été influencée par diverses sources. Aux XVIIe et XVIIIe siècles, des esclaves ont été envoyés au Cap de Bonne-Espérance depuis l'Indonésie, la Malaisie, le Sri Lanka, l'Inde et l'Afrique de l'Est (Madagascar), créant un creuset de culture et d'influence. Les garnisons britanniques de l'époque ont influencé les processions des troupes de ménestrels et une importante collection de chansons tirent leurs origines des Pays-Bas. Les esclaves du Cap ainsi que la population locale Khoïsan étaient connus pour leurs chansons dans des chorales dans le cadre des célébrations. Ils ont également regardé le défilé des troupes coloniales au Cap en chantant God Save the Queen.
Des traces de musique africaine, asiatique et européenne peuvent être entendues dans la musique de ménestrel. Le rythme ghoema reflète les similitudes rythmiques entendues en Inde, Indonésie, en Afrique et au Moyen-Orient. Par conséquent, les Ghoemaliedjies (chansons Ghoema) rappellent la musique d'Afrique, d'Asie et d'Europe. Les « mélodies » et les « moppies » ont des origines occidentales et ont été fortement influencées par la musique afro-américaine (peut-être associée à l'exposition aux ménestrels américains en visite). Les cinémas du District 6 ont également exercé l'influence du jazz et la reconstitution d'acteurs et de chanteurs célèbres dans les performances. L'évolution du « tissu social » des esclaves du Cap a inclus le développement de leur propre musique et danse qui a été utilisée pour développer la cohésion sociale et célébrer toutes les libertés qui leur ont été accordées.
Chansons bien connues chantées par des ménestrels :
- Ek soek na my Dina (Je cherche ma Dina) ;
- Kom dans Klaradyn (Viens danser Klaradyn) ;
- Rosa ;
- Hier's ek weer (Me revoilà) ;
- Pollie, ons gaan Perel toe Pollie (Nous allons à Paarl) ;
- Vaarwel my eie soetlief (Adieu, ma douce) ;
- Die ossewa (Le Chariot à bœufs) ;
- Bobbejaan klim die berg (Le Babouin escalade la montagne) ;
- Wat maak oom Kallie daar (Qu'est-ce que l'oncle Kallie fait là) ;
- Hou djou rokkies bymekaar (Gardez vos robes ensemble) ;
- Solank as die rietjie (Aussi long que le petit roseau) ;
- Daar Kom Die Alibama (Voilà l'Alabama).

## Impact sur les sociétés
La célébration moderne du Tweede Nuwe Jaar est un rappel du passé esclavagiste du Cap colonial, de l'importance de la musique et de la danse dans le cadre de la célébration de la liberté. Le klopse a joué un rôle important dans la lutte contre les problèmes sociaux tels que la criminalité, la toxicomanie et le SIDA. Il est également utilisé pour construire des ponts entre les communautés après l'ère de l'apartheid. Outre le divertissement, le Kaapse Klopse est également devenu un moyen de développer les compétences de la communauté. Le Kaapse Klopse et le chant choral associé donnent aux enfants participants l'occasion d'apprendre l'art de la musique et de la danse et les exposent à pratiquer la musique trois fois par semaine en préparation de leurs représentations. Ces activités ont ouvert la voie à des musiciens de renommée mondiale comme Taliep Petersen et Jonathan Butler qui ont tous deux reçu le prix « Juvenile Sentimental » lors de concours précédents.
Les compétences vont au-delà du chant, de la danse, de la pratique d'instruments de musique et de la couture, mais comprennent également des compétences associées à la gestion d'événements tels que la planification, la gestion de projet et la mobilisation d'un groupe diversifié de personnes, jeunes et moins jeunes. Le chant et la danse se sont avérés être une source de revenus et ont engendré un sentiment de fierté dans les communautés où le chômage est une préoccupation et une frustration. Pendant l'apartheid, les enfants de communautés auparavant défavorisées se sont vu refuser l'accès aux arts de la scène à l'école.

### Critique
Les résidents du Bo-Kaap se sont plaints du bruit et de la petite délinquance qui accompagne le festival, et, en 2011, la ville du Cap a restreint le défilé dans le Bo-Kaap. À la suite des protestations des ménestrels, les ménestrels ont obtenu la permission de marcher dans le Bo-Kaap l'année suivante.